# Paralelo 45 S
O Paralelo 45 S é um paralelo no 45° grau a sul do plano equatorial terrestre.
O paralelo 45º Sul é frequentemente tido como estando a "meio caminho" entre a linha do equador e o Polo Sul, mas a verdade é o ponto de meio caminho está efectivamente na latitude 45°08'38,5"S, 16,2 km (10,1 milhas) a sul do paralelo 45 S, porque a Terra é achatada nos polos, isto é, é melhor aproximada por uma forma elipsoidal que esférica.

## Dimensões
Conforme o sistema geodésico WGS 84, no nível de latitude 45° S, um grau de longitude equivale a 78,847 km. A extensão total do paralelo é portanto 28.385 km, cerca de 71% da extensão do Equador, da qual esse paralelo dista 4.985 km, distando 5.017 km do polo sul.
Ao contrário do seu simétrico paralelo 45 N que é quase 50% terrestre, o 45 S passa sobretudo por oceanos (95%) e muito pouco em terra.

## Cruzamentos
Começando pelo Meridiano de Greenwich e tomando a direção leste, o paralelo 45° Sul passa por:
| País, território ou mar | Notas                                          |
| ----------------------- | ---------------------------------------------- |
| Oceano Atlântico        |                                                |
| Oceano Índico           |                                                |
| Oceano Pacífico         | Mar da Tasmânia                                |
| Nova Zelândia           | Ilha Sul, norte de Oamaru (Otago) e Queenstown |
| Oceano Pacífico         |                                                |
| Chile                   | Arquipélago Chonos e continente (Aisén)        |
| Argentina               | Chubut                                         |
| Oceano Atlântico        |                                                |